# سونانگا
سونانگا (به لاتین: Soanenga) یک منطقهٔ مسکونی در ماداگاسکار است که در Besalampy District واقع شده‌است.
 سونانگا  ۹٬۰۰۰ نفر جمعیت دارد و ۲۶ متر بالاتر از سطح دریا واقع شده‌است.